# Aile de l'ilium
L' aile de l'ilium (ou aile iliaque) est la partie élargie de l'ilium qui délimite latéralement le grand bassin.
Elle présente deux faces, une externe la face glutéale de l'ilion, et une interne faisant partie de la face sacro-pelvienne de l'ilion formant la fosse iliaque.
Elle est limitée par trois bords : un bord antérieur, un bord postérieur et un bord supérieur ou crête iliaque.

## Face glutéale de l'ilion
La face glutéale de l'ilion est lisse et de forme triangulaire.
Elle est profondément concave et orientée vers l'arrière et latéralement dans sa partie postérieure, et convexe et vers le bas et latéralement dans sa partie antérieure.
Elle est délimitée en haut par la crête iliaque, en bas par le bord supérieur de l'acétabulum, en avant et en arrière par les bords antérieur et postérieur.
Elle est marquée par les lignes glutéales antérieure, postérieure et inférieure.

### Ligne glutéale antérieure
La ligne glutéale antérieure (ou ligne demi-circulaire antérieure ou ligne semi-circulaire antérieure) est la plus longue des trois lignes glutéales.
Elle commence au niveau de la crête iliaque à environ 4 cm derrière son extrémité antérieure. Elle est concave en bas et en avant et se termine à la partie moyenne du bord supérieur de la grande incisure ischiatique.
Au milieu de cette ligne, un foramen nutritif est souvent observé.
Elle sépare les surfaces d'insertion du muscle petit glutéal en avant et du muscle moyen glutéal en arrière.

### Ligne glutéale postérieure
La ligne glutéale postérieure (ou ligne demi-circulaire postérieure ou ligne semi-circulaire postérieure ou ligne semi circulaire supérieure) est la plus courte des lignes glutéales. C'est une ligne concave en avant qui débute à l'union du quart postérieur et des trois-quarts antérieurs de la crête iliaque. Elle descend presque verticalement et se termine au niveau du bord supérieur de la grande incisure ischiatique en arrière de la ligne glutéale antérieure. Elle devient de moins en moins distincte au fur et à mesure qu'elle descend
Derrière cette ligne une surface semi-lunaire étroite donne insertion à une partie du muscle grand glutéal dans sa partie supérieure et lisse sans insertion dans sa partie inférieure.

### Ligne glutéale inférieure
La ligne glutéale inférieure (ou ligne fessière ou ligne semi-circulaire inférieure ou ligne spino-cotyloïdienne ou crête supra-tegminale) correspond à la lèvre supérieure du sillon supra-acétabulaire.
Elle limite en bas l'insertion du muscle petit glutéal.

## Fosse iliaque

La fosse iliaque interne

La partie de la face sacro-pelvienne de l'ilion se nomme fosse iliaque ou fosse iliaque interne.
La fosse iliaque est une grande surface lisse et concave.
Elle est limitée en haut par la crête iliaque, en avant par le bord antérieur de l'aile iliaque, en arrière par la surface auriculaire de l’ilion et en bas par la ligne arquée de l'ilion.
Sa partie interne est perforée par un trou nourricier.
Elle donne insertion au muscle iliaque.

## Crête iliaque

La crête iliaque droite

La crête iliaque est le bord supérieur de l'aile de l'ilium. Elle a une forme de S et convexe en haut.
Elle s'étend de l'épine iliaque antérieure et supérieure à l'épine iliaque postérieure et supérieure.
Dans sa partie moyenne, elle est épaissie par le tubercule iliaque qui donne insertion au muscle moyen glutéal.
Elle est limitée par deux lèvres une externe et une interne.
La lèvre externe donne insertion au muscle tenseur du fascia lata, au muscle oblique externe de l'abdomen et au muscle latissimus du dos. Le fascia lata s'y insère également sur toute sa longueur.
La lèvre interne donne insertion au muscle transverse de l'abdomen, le muscle carré des lombes, le muscle érecteur du rachis et le muscle iliaque.
Entre les deux lèvres, s’insère le muscle oblique interne de l'abdomen.

## Bord antérieur de l'aile de l'ilium
Le bord antérieur de l'aile de l'ilium est concave et présente :
- une saillie supérieure : l'épine iliaque antérieure et supérieure,
- une saillie inférieure : l'épine iliaque antérieure et inférieure.

### Épine iliaque antérieure et supérieure

L'épine iliaque antérieure et supérieure droite

L'épine iliaque antérieure et supérieure est située à l'union du bord antérieur et de la crête iliaque.
Son bord extérieur donne insertion au fascia lata et au muscle tenseur du fascia lata.
Son bord intérieur donne insertion au muscle iliaque.
Sur son extrémité, s'insère le ligament inguinal et le muscle sartorius.
Le nerf cutané latéral de la cuisse passe dans l'encoche d'insertion du muscle sartorius.

### Épine iliaque antérieure et inférieure

L'épine iliaque antérieure et inférieure droite

L'épine iliaque antérieure et inférieure est limitée en bas par une gouttière qui la sépare de la lèvre supérieure de l'acétabulum.
Elle donne insertion au muscle droit fémoral et au ligament ilio-fémoral.
La gouttière de séparation est limitée médialement par l'éminence iliopubienne à la jonction entre l'ilium et le pubis et donne un passage pour le muscle ilio-psoas.

## Bord postérieur de l'aile de l'ilium
Le bord postérieur de l'aile de l'ilium est plus court que son bord antérieur.
Il présente également deux saillies l'épine iliaque postérieure et supérieure et l'épine iliaque postérieure et inférieure. séparées par une petite échancrure.

### Épine iliaque postérieure et supérieure

L'épine iliaque postérieure et supérieure droite

L'épine iliaque postérieure et supérieure se situe à l'union du bord postérieur et de la crête iliaque et à l'arrière de la surface auriculaire de l'ilion.
Sa face latérale donne insertion au muscle grand glutéal.
Sa face médiale donne insertion à la portion caudale du muscle érecteur du rachis et à une partie du ligament sacro-iliaque postérieur.

### Épine iliaque postérieure et inférieure

L'épine iliaque postérieure et inférieure droite

L'épine iliaque postérieure et inférieure est située en bas du bord postérieure et derrière la surface auriculaire.
Elle limite en haut la grande incisure ischiatique.

## Embryologie
L'aile de l'ilium est le premier segment ossifié de l'os coxal. Le point d'ossification apparait au deuxième mois foetal.